# مک‌دانلد کریچلی
مک‌دانلد کریچلی (انگلیسی: MacDonald Critchley؛ ‏ ۲ فوریهٔ ۱۹۰۰ – ۱۵ اکتبر ۱۹۹۷) پزشک متخصص مغز و اعصاب و عصب‌شناس اهل بریتانیا بود. وی رئیس پیشین «فدراسیون جهانی نورولوژی» و نویسندهٔ بیش از ۲۰۰ مقاله و ۲۰ کتاب در زمینهٔ عصب‌شناسی همچون «لوب آهیانه‌ای» (۱۹۵۳) و «شناخت زبان‌پریشی» و همچنین نویسندهٔ زندگی‌نامهٔ جیمز پارکینسون و ویلیام گاورز بود.